# María Díaz (Sängerin)

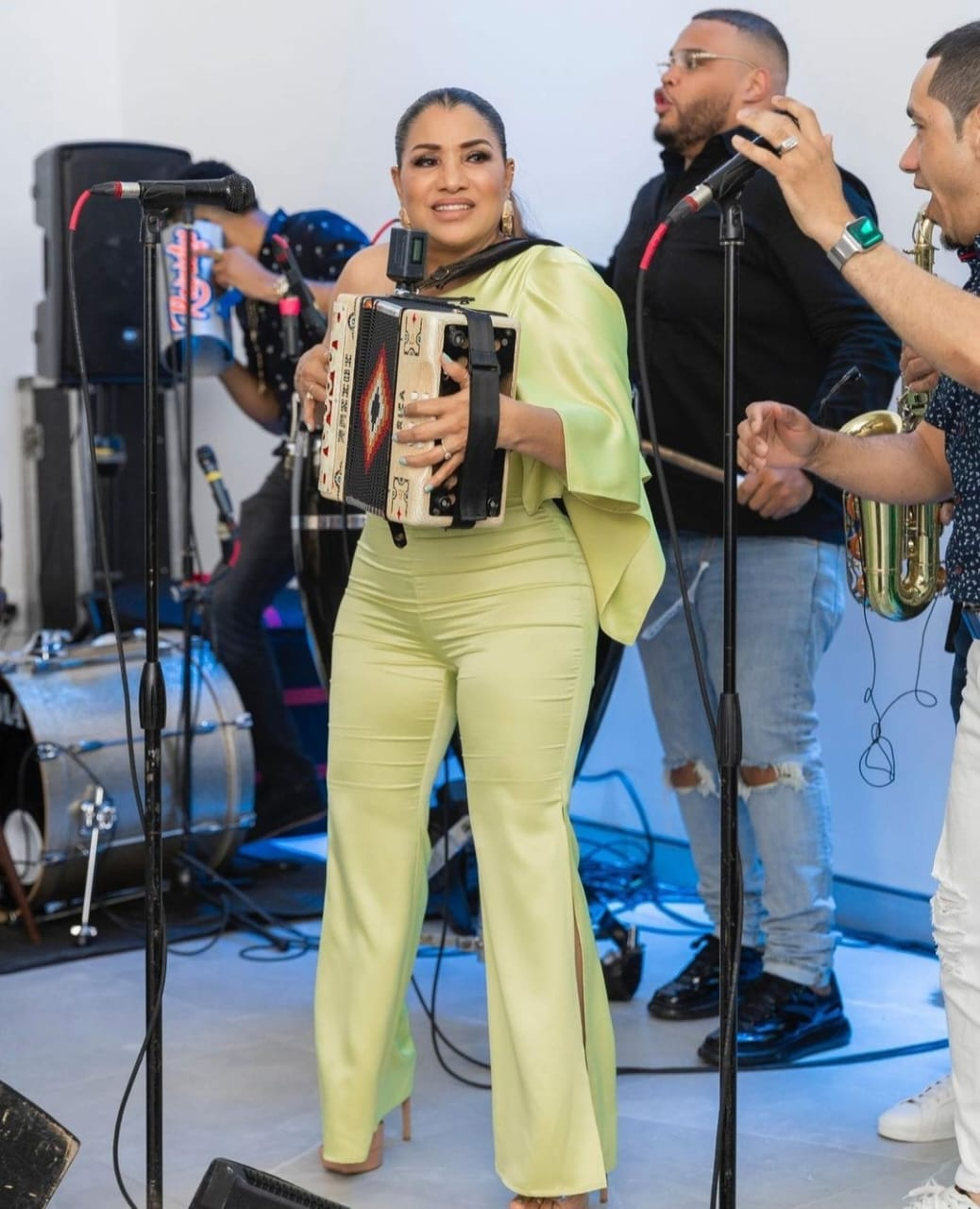
María Díaz

Blanca María Díaz Martínez (* 26. September 1968 in Santiago de los Caballeros) ist eine dominikanische Akkordeonistin und Sängerin.
Díaz gründete schon als Kind mit ihren Geschwistern eine eigene Band, mit der sie als Akkordeonspielerin und Sängerin auftrat. Sie ging dann nach New York und arbeitete dort mit Juan Robles zusammen, mit dem sie auch mehrere Jahre zusammenlebte und zwei Kinder bekam. Bei ihrer Rückkehr in die Dominikanische Republik war sie unter Merengue-Freunden als La Reina bekannt und leitete ein eigenes Orchester, für das sie auch komponierte und arrangierte. Sie konnte hier ihre Erfolge aus den USA fortsetzen. Sie veröffentlichte mehrere Alben, darunter María Díaz, La Reina Del Merengue Tipico, Canto A Mi Pueblo, Linea Merenguera und Que Vuelvas.